# Антуан Франсуа де Фуркруа
Антуан Франсуа, граф де Фуркруа (фр. Antoine François, comte de Fourcroy; 15 червня 1755, Париж — 16 грудня 1809, Париж) — французький хімік і політичний діяч, член Паризької академії наук з 1785 року.
Спільно з Антуаном Лавуазье, Гітоном де Морво та Клодом Бертолле брав участь у розробці Méthode de Nomenclature Chimique (Париж, 1787) — нової раціональної хімічної номенклатури. Сприяв розповсюдженню антифлогістичної теорії в хімії. За часів Великої французької революції був членом Національного конвенту (входив до його Комітету народної освіти); якобинець, потім термідоріанець. Антуан Фуркруа брав участь в організації Національного інституту і нових вищих шкіл. З 1801 року був головним керівником народної освіти, організував понад 300 середніх шкіл.